# 金曼鎮區 (明尼蘇達州倫維爾縣)
金曼鎮區（英語：Kingman Township）是位於美國明尼蘇達州倫維爾縣的一個行政鎮區。

## 歷史
金曼鎮區於1878年成立，得名自地主W·H·金曼（W. H. Kingman）。

## 地方資料
金曼鎮區的面積為94.10平方千米，皆為陸地。根據2020年美國人口普查的數據，當地共有人口172人，而人口密度為每平方千米1.83人。